# Franz Cumont

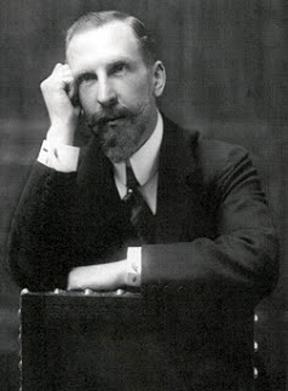
Franz Cumont

François (Franz) Valéry Marie Cumont (Aalst, 3 januari 1868 – Sint-Pieters-Woluwe, 20 augustus 1947) was een Belgisch klassiek filoloog, godsdiensthistoricus, epigraficus, archeoloog, hoogleraar en museumconservator. Hij was gespecialiseerd in de studie van de oosterse religies van de late oudheid en meer in het bijzonder het Mithraïsme en de Mithrasmysteries.
Cumont was een fenomenaal productief wetenschapper (meer dan duizend gepubliceerde titels) en wordt beschouwd als een van de grootste oudhistorici die de Lage Landen hebben voortgebracht. De diepgaande manier waarop hij de studie van teksten en van het bodemarchief integreerde, blijft in tijden van interdisciplinariteit een aspiratie.

## Levensloop
Cumont werd geboren te Aalst op 3 januari 1868 als zoon van Florent Cumont en kleinzoon van Charles Cumont, beiden ondernemer en liberaal politicus. Hij was de vijfde van acht kinderen van Florent Cumont en Maria Faider.

### Studies
Cumont volgde middelbaar onderwijs aan het Koninklijk Atheneum van Brussel (1878-1884) en ging daarna letteren en wijsbegeerte studeren aan de Rijksuniversiteit van Gent. Hij doctoreerde in 1887 en volgde tegelijk de kandidatuur rechten. Het daaropvolgende jaar specialiseerde hij zich verder in de klassieke filologie en de archeologie in Bonn, Berlijn en Wenen en besloot zijn studies aan de École pratique des hautes études in Parijs. Tijdens die Wanderjahre legde hij contacten met geleerden als Hermann Usener, Hermann Diels, Theodor Mommsen en Louis Duchesne.

### Academische loopbaan
Na zijn studies werd Cumont in 1892 docent aan de universiteit van Gent om er in 1896 benoemd te worden tot gewoon hoogleraar. Hij doceerde er onder meer de vakken Historische kritiek toegepast op de oudheid en Filologische oefeningen Grieks. De ontmoeting met Joseph Bidez leverde een levenslange samenwerking en vriendschap op.
Omdat het werk van Cumont de onvergelijkbaarheid van het christendom ondergroef, weigerde de katholieke minister van Kunsten en Wetenschappen, Edouard Descamps, in 1910 om zijn benoeming voor de leerstoel Romeinse geschiedenis goed te keuren, tegen de unanieme steun van rector, collega's en studenten in. Cumont zag de weigering als een religieuze inmenging in de interne universitaire organisatie en nam ontslag op het moment dat Descamps de benoeming van de katholieke niet-specialist Alphonse Roersch goedkeurde. In 1912 ging Cumont, kwaad maar financieel een onafhankelijk man, zijn eigen weg. Hij vestigde zich als privé-onderzoeker in Rome, waar hij zich volledig wijdde aan de studie van de oosterse godsdiensten in de Romeinse oudheid. Later verdeelde hij zijn tijd met Parijs, waar hij de leermeester werd van Maarten Vermaseren. 
Cumont was lid van de Académie royale de Belgique, de Koninklijke Nederlandse Akademie van Wetenschappen en tal van andere Europese academiën. Hij was doctor honoris causa aan de universiteiten van Aberdeen, Brussel, Oxford, Parijs, Cambridge, Dublin en Leuven.
In 1935 zat Cumont het belangrijke zesde congres over godsdienstgeschiedenis voor, waar het Vaticaan niet langer afwezig was. Ter inleiding sprak hij woorden die kunnen gelden als het leidende idee van zijn onderzoekingen: welke creaties waren sterker en duurzamer dan de spirituele krachten die volkeren hebben gemetamorfoseerd en rijken omvergegooid, zoals de onzichtbare inspanning van de wind wouden doet buigen en ontwortelt? Voor Cumont primeerden economische en staatkundige factoren niet op ideeën.
In 1939 was Cumont de eerste voorzitter van de raad van beheer van de Academia Belgica in Rome, die hij mee had opgericht. In 1947, net voor zijn dood, schonk hij zijn volledige bibliotheek aan de academie (het Fonds Franz Cumont). Na zijn dood werd een gedeelte van zijn correspondentie door zijn familie geschonken en in 1997 werd de rest overgedragen aan de Academia Belgica.

### Cumont als archeoloog
Rond 1900 begon Cumont archeologische tochten te maken doorheen Anatolië, Mesopotamië, het gebied Pontus, Klein-Armenië, Syrië en Tripolis. In 1922 en 1923 was Cumont de eerste persoon die opgravingen deed in Dura Europos in het oosten van Syrië, dat pas terug ontdekt was in 1920 door Britse soldaten. Hij vond er ruïnes van hellenistische tempels, een Mithras-heiligdom en een synagoge met muurschilderingen. Een andere belangrijk studieobject van hem was de tempel gelegen onder de basiliek San Clemente te Rome.
Op initiatief van Cumont kreeg België de opgravingen in Apamea toegewezen (eerste campagne in 1930).

### Conservator en verzamelaar
In 1899 werd Cumont conservator van het Jubelparkmuseum in Brussel. Hij breidde met zorg de collectie uit, onder meer door de nalatenschap van Léon Somzée te verwerven, en spendeerde desnoods eigen middelen.
Tegelijk begeleidde Cumont de aankooppolitiek van de industrieel Raoul Warocqué, waaruit het Museum van Mariemont zou ontstaan. Hij werkte hiervoor samen met Jean De Mot en Jean Capart.
Nadat de regering Cumont in 1912 buitenwerkte door de functie van curator te schrappen, vertrok hij naar het buitenland.

### Levensbeschouwing
Cumont, die als een agnosticus gold, geloofde dat de mensheid groeide naar een moreel humanisme waarin spiritualiteit een eigen plaats zou vinden naast wetenschap en politiek. Op het einde van zijn leven bekende hij zich tot het katholicisme.

## Prijzen en eerbetoon
In 1936 won Cumont de Francquiprijs in de Humane Wetenschappen. In het Academiënpaleis staat een borstbeeld uit 1956 van Eugène De Bremaecker. Naar aanleiding van de 50ste verjaardag van zijn overlijden richtte de Koninklijke Bibliotheek van België een colloquium in over het syncretisme in de Oudheid in de gebieden aan de Middellandse Zee.

## Publicaties (selectie)
- Alexandre d'Abonotichos. Un épisode de l'histoire du paganisme au IIe siècle de notre ère, 1887
- Textes et monuments figurés relatifs aux mystères de Mythra, 2 delen, Brussel, 1894-1900, vertaald in het Engels in 1903
- Les mystères de Mythra, Brussel, 1900 (herziene edities 1902 en 1913)
  - The Mysteries of Mithra, 1903
  - Die Mysterien des Mithra: Ein Beitrag zur Religionsgeschichte der römischen Kaiserzeit, 1903
- Le Taurobole et le culte de Bellone, Brussel, 1901
- Voyage d'exploration archéologique dans le Pont et la petite Arménie, Brussel, 1906
- Les religions orientales dans le paganisme romain, Parijs, 1907
  - The Oriental religions in Roman paganism, 1911
  - Die orientalischen Religionen im römischen Heidentum, 1914
- Le mysticisme astral dans l'antiquité, 1909
- Astrology and Religion among the Greeks and the Romans, New York, 1912
- Comment la Belgique fut romanisée, Brussel, 1919
- Juliani imperatoris epistulae, leges, poematia fragmenta varia, samen met Joseph Bidez, Parijs, 1922
- After Life in Roman Paganism, lezingen aan de Yale University, 1922
- Le temple aux gradins découvert à Salihiyeh et ses incriptions, Parijs, 1923
- Les fouilles de Doura-Europos, Parijs, 1926
- L'Egypte des astrologues, Brussel, 1937
- Les mages hellénisés. Zoroastre, Ostanès et Hystaspe, d'après la tradition grecque, samen met Joseph Bidez, 2 delen, Parijs, 1938
- Recherches sur le symbolisme funéraire des Romains, Parijs, 1942
- Lux perpetua, Parijs, 1949 (postuum)

### Bibliotheca Cumontiana
Sinds 2006 wordt het werk van Cumont heruitgegeven. In deze Bibliotheca Cumontiana zijn 18 boeken met historisch-kritische inleidingen verschenen of gepland, onderverdeeld in de Scripta Maiora (monografieën) en de Scripta Minora (thematische bundels).
- Les religions orientales dans le paganisme romain, 2010
- Lux perpetua, 2010
- Les mystères de Mithra, 2013
- Recherches sur le symbolisme funéraire des Romains, 2015
- Astrologie, 2015
- Comment la Belgique fut romanisée, 2017
- Manichéisme, 2017